# Philip Schuyler

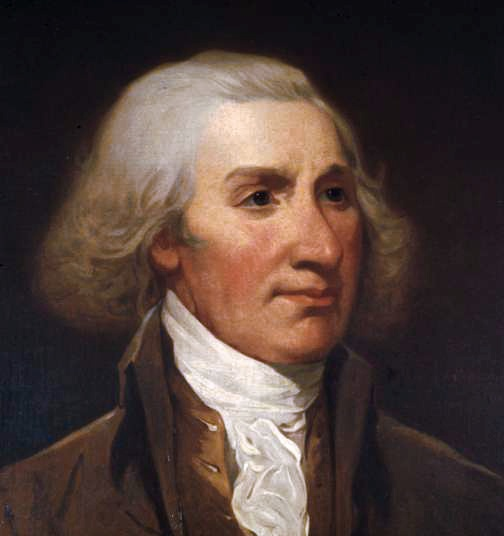
Philip Schuyler, Kopie eines zeitgenössischen Bildes von John Trumbull durch Jacob H. Lazarus aus dem Jahr 1881

Philip John Schuyler (* 20. November 1733 in Albany, Provinz New York; † 18. November 1804 ebenda) war ein niederländischstämmiger Offizier und Politiker. Er diente als General im Amerikanischen Unabhängigkeitskrieg und war später Senator für den Bundesstaat New York.

## Vorleben
Schuyler wuchs in einer wohlhabenden Kolonialfamilie niederländischer Amerikaner auf. Obgleich seine Familie ursprünglich aus armen Verhältnissen stammte, hatte sie – beginnend mit dem Gouverneur Pieter Schuyler (1657–1724) – Schritt für Schritt ihren Grundbesitz und ihren Einfluss in der Neuen Welt erweitert. Dessen Bruder Johannes Schuyler (1668–1747), Philips Großvater, war 1703–06 Bürgermeister von Albany. Sein Vater John Schuyler Jr. gehörte zur dritten Generation der Familie in Amerika und verband sie durch seine Heirat mit Cornelia Van Cortland mit einer anderen prominenten Familie niederländischer Herkunft. Die Kolonie und der Staat New York wurden in der zweiten Hälfte des 18. und im ersten Drittel des 19. Jahrhunderts von wenigen Clans beherrscht, die es geschafft hatten, großen Grundbesitz zu erwerben: den schottischstämmigen Livingstons um Robert R. Livingston, dem Familienclan um George Clinton und seinen Neffen DeWitt Clinton sowie den niederländischstämmigen Familien Van Rensselaer und Schuyler.
Sein Vater starb, als Schuyler sieben Jahre alt war. Nachdem er die Grundschule in Albany besucht hatte, wurde er durch Hauslehrer auf dem Landsitz der Van Cortlandt-Familie in New Rochelle unterrichtet. Er trat 1755 während des Franzosen- und Indianerkrieges der British Army bei, stellte eine Kompanie auf und wurde durch seinen Cousin, Gouverneurleutnant James Delancey, als ihr Hauptmann eingesetzt. Später in diesem Krieg diente er als Quartiermeister, kaufte Nachschub und organisierte die Ausrüstung.

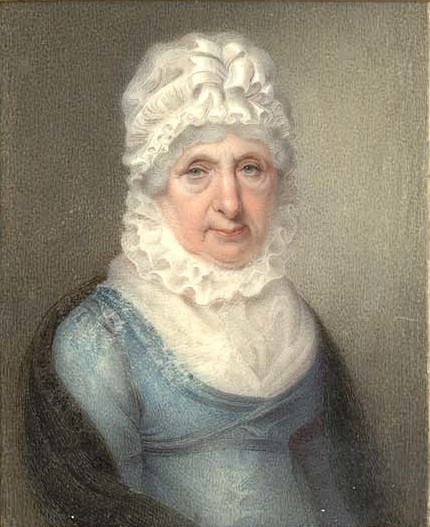
Catherine van Rensselaer Schuyler auf einem Gemälde von Walter Robinson (ca. 1795)

Im September 1755 heiratete Schuyler in Albany Catherine Van Rensselaer. Das festigte die Verbindung zu einer weiteren mächtigen New Yorker Familie. Die Braut war bei der Hochzeit schwanger (ihre erste Tochter Angelica Schuyler wurde im Februar 1756 geboren), sie waren für den Rest ihres Lebens ein treues Paar und hatten insgesamt elf Kinder.
1761 bis 1762 unternahm Schuyler eine Reise nach England, um Rechnungen in seiner Funktion als Quartiermeister zu begleichen. Er nutzte diese Zeit außerdem, um in Albany ein Stadthaus zu bauen und begann seinen Landsitz in Saratoga (das heute Schuylerville heißt) zu errichten. Nach dem Krieg erweiterte er seinen Landsitz in Saratoga, dehnte seinen Landbesitz auf zehntausende Hektar aus, nahm sich Pächter und baute einen Laden und Mühlen für Mehl, Flachs und Lumpen. Seine Flachsmühle für die Herstellung von Leinen war die erste dieser Art in Amerika. Er baute mehrere Schoner auf dem Hudson River und nannte den ersten „Saratoga“.
Schuyler begann seine politische Karriere 1768 als Mitglied der New Yorker Rates und diente in dieser Körperschaft bis 1775. Während dieser Zeit wendeten sich seine Ansichten immer mehr gegen die Kolonialregierung. Er war insbesondere in Dingen des Handels und der Währung sehr freimütig. Er wurde außerdem als Belohnung für seine Unterstützung für den Gouverneur Henry Moore zum Major in der Miliz ernannt.

## Amerikanischer Unabhängigkeitskrieg
Schuyler wurde 1775 in den Zweiten Kontinentalkongress gewählt und arbeitete dort, bis er im Juni 1775 zum Generalmajor der Kontinentalarmee ernannt wurde. General Schuyler übernahm das Kommando des Nördlichen Departements und plante die Invasion von Kanada. Seine schlechte Gesundheit zwang ihn, Richard Montgomery als Kommandeur der Invasion einzusetzen.
Als kommandierender General des Departements bereitete er 1777 die Verteidigung gegen den Saratoga-Feldzug aktiv vor. Als General Arthur St. Clair im Juli Fort Ticonderoga aufgab, ersetzte der Kongress Schuyler durch General Horatio Gates. Als Schuyler ein Kriegsgericht zu seiner Entlastung anrief, wurde er freigesprochen, verließ 1779 jedoch trotzdem die Armee. Er diente dann 1779 und 1780 zwei weitere Sitzungsperioden im Kontinentalkongress.

## Weiterer Lebenslauf
Er war Mitglied des Senats von New York von 1780 bis 1784 sowie von 1786 bis 1790. Als Staatssenator unterstützte er aktiv die Annahme der Verfassung der Vereinigten Staaten. Er wurde in den ersten Senat der Vereinigten Staaten gewählt und verblieb dort von 1789 bis 1791. Nachdem er nicht wiedergewählt worden war, kehrte er von 1792 bis 1797 in den Staatssenat zurück. Mit den Wahlen von 1796 kam er wieder in den US-Senat und war dort ab dem 4. März 1797 tätig, ehe er wegen gesundheitlicher Probleme am 3. Januar 1798 zurücktrat.
Er bewohnte das nach ihm benannte Schuyler Mansion. Schuylers Heimat war im September 1777 im Zuge des Saratoga-Feldzuges durch die Streitkräfte John Burgoynes zerstört worden. Er baute es im selben Jahr an derselben Stelle wieder auf, die sich heute im Süden von Schuylerville befindet. Es wird heute durch den Nationalparkservice verwaltet und ist für die Öffentlichkeit geöffnet.
Schuyler verstarb im November 1804 und wurde auf dem Albany Landfriedhof in Menands beigesetzt.
Schuyler County in Illinois, Schuyler County in Missouri und Schuyler County in New York wurden zu seinen Ehren benannt.

## Nachkommen
Die älteste Tochter Angelica, die mit John Church verheiratet war, ist berühmt für ihre Briefwechsel mit einer Reihe der führenden Politiker ihrer Zeit. Die zweite Tochter Elizabeth heiratete Alexander Hamilton, der später erster Finanzminister der Vereinigten Staaten war. Die dritte Tochter Margarita, häufig Peggy genannt, war mit Stephen Van Rensselaer III. verheiratet, der aus einer der reichsten Familien New Yorks stammte, während des Kriegs von 1812 als Generalmajor diente und später Abgeordneter im Repräsentantenhaus der Vereinigten Staaten wurde. Philip Schuylers Sohn Philip Jeremiah Schuyler schlug ebenfalls eine politische Karriere ein, die ihn bis ins Repräsentantenhaus führte. Zur Unterscheidung wird der Vater üblicherweise Philip Schuyler genannt, während sein Sohn als Philip J. Schuyler bekannt ist.